# Chelad
Chelad é uma vila no distrito de Barddhaman, no estado indiano de Bengala Ocidental.

## Demografia
Segundo o censo de 2001, Chelad tinha uma população de 7901 habitantes. Os indivíduos do sexo masculino constituem 56% da população e os do sexo feminino 44%. Chelad tem uma taxa de literacia de 57%, inferior à média nacional de 59,5%; a literacia no sexo masculino é de 68% e no sexo feminino é de 44%. 12% da população está abaixo dos 6 anos de idade.